# 維利希 (佐洛托諾沙區)
49°38′24″N 31°59′18″E / 49.64000°N 31.98833°E
維利希（烏克蘭語：Вільхи）是位於烏克蘭中部的村莊，由切爾卡瑟州佐洛托諾沙區的新德米特里夫卡市鎮負責管轄。該村面積18.3平方公里，海拔高度84米，2001年人口866，人口密度每平方公里47.4人。